# Vučedolska kultura
Vučedolska kultura je kultura, a u klasičnoj fazi svog razvoja kulturni kompleks mlađeg eneolitika (bakrenog doba), nazvana po lokalitetu Vučedolu (5 km istočno od centra grada Vukovara), gdje se nalaze ostaci velikog naselja bakrenog doba. Isprva ju arheolog Gordon Childe naziva "slavonskom kulturom", no nakon sustavnih istraživanja lokaliteta Vučedol, taj naziv se napušta. Vučedolska kultura poznata je u mađarskoj stručnoj literaturi i kao Kultura Zok (prema nalazištu Zok u južnoj Mađarskoj). Do svoje kasnoklasične faze bila je rasprostranjena u okolici Srijema, istočne i posavske Slavonije te okolice Bjelovara. U svojoj kasnoj fazi bila je u svojim regionalnim varijantama rasprostranjena i u Austriji, Mađarskoj, južnoj Slovačkoj, Rumunjskoj i Bosni i Hercegovini.

## Naselja i kultura
Eneolitička kultura III. tisućljeća pr. Kr. nazvana je po nalazištu Vučedolu na Dunavu kraj Vukovara. U starijoj je literaturi poznata i kao istočnoalpska sojenička kultura (M. Hoernes), slavonska kultura (G. Childe) ili Vučedol-Zók. Ishodišno joj je područje istočna Slavonija i Srijem (Vučedol, Vinkovci, Sarvaš, Gomolava, Belegiš, Mitrovac). Tijekom klasične i kasne faze razvoja proširila se na sjever preko Mađarske (Zók), Gradišća i Donje Austrije te Slovačke sve do Praga, na zapad u središnju Hrvatsku (Apatovec, Veliko Trojstvo, Mikleuška, Staro Čiče, Rudine) i istočnoalpski prostor (Ljubljansko barje), a na jug u Bosnu i Hercegovinu (Pećina Hrustovača, Zecovi, Debelo Brdo, Varvara), te na istok preko Šumadije i sjeverne Srbije do rumunjskoga Banata.
Nositelji rane i klasične vučedolske kulture svoja su naselja smještali na visokim prapornim terasama uz rijeke ili na obroncima brda. Većina je bila utvrđena dotjerivanjem strmih padina, palisadama ili vodenim opkopima. U kasnoj fazi prevladavaju gradinska ili sojenička naselja, a povremeno su se koristile i špilje. Stambene građevine četverokutne su nadzemne kuće od kolaca i šiblja oblijepljene ilovačom, opremljene ognjištem i malim kućnim žrtvenicima, te posebnim jamama, odnosno podrumima za spremanje zaliha.
Posebno je obilježje kulture bogata i raznovrsna keramička proizvodnja. Posuđe se odlikuje izvrsnom kakvoćom, sjajnom crnom površinom i osebujnim stilom ukrašavanja koji počiva na tehnikama urezivanja, duboreza i rovašenja, upotpunjenima bijelom, žutom ili crvenom inkrustacijom. Ornamenti su najčešće komponirani arhitektonski po zonama ili metopama, a u njihovu izboru izražena je sklonost prema geometrizaciji. Među oblicima se izdvajaju raznovrsne bikonične zdjele, amfore s uskim cilindričnim vratom, trbušasti vrčevi s ručkom, zdjele na niskoj nozi, zdjelice na četiri nožice, jajoliki lonci i niz specifičnih oblika poput posude u obliku golubice (odnosno jarebice), trodijelnih boca, posuda u obliku krušne peći.
Uspon dominantne klase lovci-ratnici pregled je promjena koje će biti karakteristične za rano brončano doba istočne i srednje Europe.
Figuralna plastika nije osobito brojna, ali je pažljivo i izražajno oblikovana. Ističu se ljudski likovi s detaljnim prikazom odjeće i obuće (Vinkovci, Sarvaš, Vučedol, Ljubljansko barje). Gospodarstvo je počivalo na kombinaciji poljodjelstva i stočarstva te na osobito razvijenoj metalurgiji bakra u klasičnoj i kasnoj fazi (ostatci peći za taljenje rude, kalupi za lijevanje različitih bakrenih predmeta, puhaljke za mjehove, bakrene sjekire, bodeži, šila, dlijeta).
Vučedolska kultura nastala je kao rezultat velikih društvenih promjena prouzročenih seobama stepskih populacija. U njoj sačuvanu autohtonu osnovu kasnih neolitičkih kultura (vinčanska, sopotska) i utjecaj neposredne prethodnice (kostolačka), obogatili su i nadopunili novi elementi s istoka.

## Stanovništvo
.]]
U samom Vučedolu živjelo je oko 2000 i 3000 stanovnika, te je bila riječ o jednom od najvažnijih centara toga doba. Ljudi ove kulture u Vučedolu bavili su se stočarstvom, vjerojatno najstarijim uzgojem goveda na svijetu, te je u prehrani govedina činila 85%, dok su se na području Vinkovaca, zbog prisutnosti šuma, bavili lovom i hranili su se pretežno jelenima (oko 75% hrane u prehrani bilo je jelenje meso). 
Nađeni su u Vučedolu i ostaci pastrve, koje u Dunavu nije bilo, te su je nabavljali iz drugih krajeva. Ovo je prva kultura koja koristi tanjure za posluživanje hrane samo jedne osobe, dok su se dotada koristile zajedničke posude za hranu. 
Vučedolska kultura završava oko 2500. pr. Kr., a u samom Vučedolu oko 2200. pr. Kr. 
Vučedolska kultura je, uz vinkovačku kulturu u unutrašnjosti te cetinsku u primorju, jedna od najznačajnijih kultura metalnog doba u Hrvatskoj.

## Poveznice
- Vučedolska kultura u Bosni i Hercegovini

## Vanjske poveznice
- Ante Vranković: Vučedolski Orion i najstariji europski kalendar, Obavijesti Hrvatskog arheološkog društva, 3/2000., str. 155-159